# Ылбая (озеро)
Ылбая — озеро в Оймяконском улусе Якутии, Россия. Расположено в труднодоступной горной местности на высоте 1107 м над уровнем моря.
Форма озера вытянута в меридиональном направлении. Площадь поверхности — 10,5 км². Площадь водосборного бассейна — 320 км². Длина водоёма — 8,2 км, максимальная ширина — 2 км, при этом в самой узкой северной части ширина водоёма составляет всего 90м.
Через озеро протекает река Ылбая (впадает на юге и вытекает на севере). Помимо неё, в озеро впадает ещё несколько ручьёв (Приятель, Аккордный и другие). Северные берега пологие, местами покрыты луговой растительностью и тайгой. Южные берега крутые, особенно на юго-востоке (гора Абрамовича, 1798 м).
Населённые пункты на озере отсутствуют. Ближайший населённый пункт, посёлок Орто-Балаган, находится в 79 км к северо-западу.
Код водного объекта в государственном водном реестре — 18050000111117700000980.